# Hubert Gough
Hubert de la Poer Gough, GCB, GCMG, KCVO (12 Agosto de 1870 – 18 de  Março de 1963), foi um general do Exército Britânico durante a Primeira Guerra Mundial. Um favorito do comandante-em-chefe, general Douglas Haig, passou por várias patentes durante a guerra, e comandou o 5.º Exército britânico entre 1916 e 1918.

## Vida
Gough nasceu o filho mais velho do General Sir Charles John Stanley Gough e foi criado em Eton e Sandhurst. Em 1889 ele se juntou ao 16º Lanceiros como tenente. Ele participou da campanha de Tirah na Índia britânica de1897-98. Ele então frequentou o Staff College Camberley, mas foi chamado prematuramente para a África do Sul quando a Segunda Guerra dos Bôeres estourou lá em 1899. Gough tornou-se conhecido pela primeira vez como o líder de um destacamento avançado montado da coluna durante o cerco de Ladysmith. Na batalha de Blood River Poort, ele sofreu uma derrota por tropas Boer superiores e foi brevemente capturado, mas isso não prejudicou seriamente sua reputação. De 1904 a 1906 ele foi instrutor no Staff College e então recebeu o comando do 16º Lancers. Em 1911 foi transferido para Curragh, Irlanda, como Brigadeiro-General, onde comandou a 3ª Brigada de Cavalaria.
O governo do primeiro-ministro Asquith retirou a ordem original, falou de um mal-entendido e reintegrou os oficiais. O incidente reforçou a crença dos nacionalistas irlandeses de que o autogoverno não seria apoiado pelo exército britânico. O incidente é digno de nota porque foi uma das poucas situações desde a Guerra Civil Inglesa em que elementos do exército britânico intervieram abertamente na política. John French teve que renunciar ao cargo de chefe do Estado-Maior Imperial e prometer que o exército britânico não tomaria medidas contra os leais ao Ulster.
Quando a Primeira Guerra Mundial estourou em agosto de 1914, ele continuou a comandar a 3ª Brigada de Cavalaria, mas logo foi promovido a major-general e assumiu a 2ª Divisão de Cavalaria durante a Primeira Batalha de Flandres. De abril a julho de 1915 foi temporariamente comandante da 7ª Divisão de Infantaria e foi então nomeado tenente-general a comandante do 1º Corpo de exército, com o qual lutou na Batalha de Loos. Em maio de 1916, ele recebeu o comando do recém-formado exército de reserva, que assumiu parte da frente durante a Batalha do Somme em julho de 1916. Em outubro de 1916, o Exército de Reserva tornou-se o 5º Exércitor, renomeado. Com isso, ele participou da Terceira Batalha de Flandres em 1917, após o fracasso da qual ele foi atacado. Em março de 1918, seu exército foi tão afetado durante a ofensiva alemã "Michael" que teve de ser desfeito e Gough foi liberado do comando. Douglas Haig admitiu mais tarde que havia feito de Gough o bode expiatório para a invasão alemã esmagadoramente bem-sucedida.
Em 1919, Gough foi chefe da Missão Militar Aliada nos Estados Bálticos. Este foi seu último cargo ativo e, em 1922, renunciou ao serviço militar como general. Gough era um oponente declarado do Tratado de Versalhes e se tornou um membro ativo da pacifista União de Controle Democrático. De 1936 a 1943 ele foi coronel honorário do 16º / 5º The Queen's Royal Lancers. Em 1939, ele foi temporariamente reativado como coronel e chefe de um comando de área da Guarda Nacional e encerrou seu serviço pela segunda vez em 1942.